# Strasser (Familienname)
Strasser bzw. Straßer ist ein Familienname.

## Herkunft
Strasser ist ein Familienname aus dem deutschsprachigen Raum.

## Namensträger

### A
- Albert Strasser (* 1934), österreichischer Mineralienexperte
- Alex Strasser (1898–1974), österreichisch-britischer Filmemacher
- Alexander Strasser (1656–1731), deutscher Ordensgeistlicher, Abt von Kremsmünster
- Alexei Strasser (* 1987), Schweizer Volleyball- und Beachvolleyballspieler
- Alfred Straßer (Politiker) (Alfred Strasser; 1887–1959), deutscher Staatsbeamter und Politiker (Bayernpartei)
- Alfred Strasser (Komponist) (1895–1967), österreichischer Filmkomponist
- Alfred Strasser (Sänger) (1914–1998), Schweizer Opernsänger (Bass-Bariton)
- Alfred Strasser (Fussballtrainer) (* 1954), Schweizer Fußballtrainer
- Alfons Strasser (1918–1962), deutscher Politiker
- Alois Strasser (1867–1945), österreichischer Mediziner
- André Strasser (* 1947), Schweizer Geowissenschaftler
- Anna Strasser (1921–2010), österreichische Widerstandskämpferin
- Annette Strasser (* 1981), deutsche Schauspielerin
- Anton Strasser (1897–1959), österreichischer Harmonikabauer, siehe Steirische Harmonika#Anton Strasser
- Arthur Strasser (1854–1927), österreichischer Bildhauer
- August Strasser (Architekt) (1840–nach 1876), deutscher Architekt
- August Straßer (Unternehmer) (1889–1966), deutscher Unternehmer
- August Strasser (Kommandant) (1906–1967), Schweizer Kaufmann, Kreiskommandant und Major

### B
- Benjamin Strasser (Maler) (1888–1955), österreichischer Maler
- Benjamin Strasser (Politiker) (* 1987), deutscher Politiker (FDP)
- Benny Strasser (* 1989), deutscher Mountainbikefahrer
- Bernd Strasser (* 1936), deutscher Wasserballspieler
- Bernhard Strasser (1895–1981), deutscher Benediktinermönch und Publizist

### C
- Carl Strasser (1863/1864–1937), Schweizer Architekt
- Charlot Strasser (1884–1950), Schweizer Psychiater und Schriftsteller
- Christian Strasser (Verleger) (* 1945), deutscher Verleger
- Christian Strasser (Manager) (* 1962), österreichischer Jurist und Kulturmanager
- Christian Strasser (Journalist) (* 1964), österreichischer Journalist und Autor
- Christian Strasser (Schauspieler) (* 1975), österreichischer Schauspieler
- Christoph Straßer (Schriftsteller) (auch Christoph Strasser; * 1974), deutscher Autor
- Christoph Strasser (Extremsportler) (* 1982), österreichischer Extremsportler

### E
- Emil Emanuel Strasser (1888–1958), Schweizer Stadtplaner
- Erika Strasser (1934–2019), österreichische Leichtathletin
- Ernestine Färber-Strasser (1884–nach 1955), deutsche Opernsängerin des Stimmfaches Alt / Kontra-Alt
- Ernst Strasser (Pfarrer) (1892–1978), deutscher evangelischer Geistlicher und Heimatforscher
- Ernst Strasser (Bauingenieur) (1900–1972), Schweizer Geologe und Bauingenieur
- Ernst Strasser, Harmonikabauer, siehe Steirische Harmonika#Ernst Strasser
- Ernst Strasser (* 1956), österreichischer Politiker (ÖVP)
- Evi Strasser (* 1964), kanadische Dressurreiterin

### F
- Felix Strasser (1976–2017), deutscher Regisseur und Theaterpädagoge
- Ferdinand Strasser (1901–1942), österreichischer Widerstandskämpfer und Politiker (KPÖ)
- Franz Strasser (NS-Funktionär) (1899–1945), österreichisch-deutscher NSDAP-Kreisleiter und Kriegsverbrecher
- Franz Strasser (Politiker) (1908–1981), österreichischer Politiker (KPÖ), Salzburger Landtagsabgeordneter
- Franz Strasser (Schauspieler) (* 1953), österreichischer Schauspieler

### G
- Georg Strasser (Geodät) (1910–1989), deutsch-schweizerischer Geodät
- Georg Strasser (* 1971), österreichischer Politiker (ÖVP)
- Gottfried Strasser (1854–1912), Schweizer Pfarrer und Dichter
- Gottfried Strasser (Maler) (1885–1961), Schweizer Maler
- Gregor Strasser (1892–1934), deutscher Politiker (NSDAP) und Verleger

### H
- Hannes Strasser (1924–1998), Schweizer Journalist und Kulturfunktionär
- Hans Strasser (Mediziner) (1852–1927), Schweizer Mediziner und Hochschullehrer
- Hans Strasser (Manager) (1919–2007), Schweizer Bankmanager
- Hans Strasser (Skilangläufer), Schweizer Skilangläufer
- Hans Strasser (Kontrabassist) (Johannes Strasser; * 1959), österreichischer Jazzmusiker
- Hans Strasser-Neidegg (1883–nach 1939), deutscher Jurist, Journalist, Chefredakteur und Schriftsteller
- Hans-Gotthilf Strasser (1883–1963), deutscher Rechtswissenschaftler und Politiker (LDPD)
- Hans-Rudolf Strasser (1936–2016), Schweizer Journalist und Geheimdienstmitarbeiter
- Heinrich Straßer, eigentlicher Name von Heini Linkshänder (1938–2012), deutscher Künstler
- Heinrich Strasser (* 1948), österreichischer Fußballspieler
- Hellmuth Strasser (* 1934), österreichischer Diplomat
- Helmut Strasser (* 1948), österreichischer Mathematiker und Hochschullehrer
- Hermann Strasser (Politiker, 1878) (1878–1958), deutscher Politiker (SPD), MdL Württemberg
- Hermann Strasser (Politiker, 1881) (1881–1950), deutscher Politiker (DDP, CDU), Oberbürgermeister von Frankenthal
- Hermann Strasser (* 1941), österreichischer Soziologe und Publizist
- Hugo Strasser (1922–2016), deutscher Orchesterleiter und Komponist

### I
- Inge Scholz-Strasser (* 1952), österreichische Kulturmanagerin
- Isa Strasser (1891–1970), österreichische Kindergärtnerin, Journalistin, Schriftstellerin, Krankenschwester

### J
- Jakob Strasser (1896–1978), Schweizer Maler
- Jeff Strasser (* 1974), luxemburgischer Fußballspieler und -trainer
- Jenny Strasser (1913–2009), österreichische Antifaschistin, Widerstandskämpferin und Feministin
- Johann Strasser (Politiker) (1875–1934), österreichischer Politiker (CSP), Salzburger Landtagsabgeordneter
- Johann Wilhelm Strasser (1892–1942), österreichischer Widerstandskämpfer
- Johannes Strasser (Politiker) (* 1945), deutscher Politiker (SPD)
- Johannes Strasser (* 1959), österreichischer Jazzmusiker, siehe Hans Strasser (Kontrabassist)
- Johannes Strasser (Basketballspieler) (* 1982), deutscher Basketballspieler
- Johano Strasser (* 1939), deutscher Herausgeber
- John F. Strasser (1925–2012), Schweizer Manager
- Josef Strasser (Maler) (1805–1882), österreichischer Maler
- Josef Strasser (Politiker, 1870) (1870–1935), österreichischer Journalist und Politiker (SPÖ, KPÖ)
- Josef von Strasser (1870–1939), deutscher Ordensgeistlicher, Archivar und Schriftsteller
- Josef Straßer (Betriebsrat) (1885–1956), deutscher Betriebsrat
- Josef Strasser (Widerstandskämpfer) († 1968), deutscher Widerstandskämpfer
- Josef Strasser (Rennrodler), tschechischer Rennrodler
- Josef Strasser (Politiker, II), österreichischer Politiker, Niederösterreichischer Landesrat
- Josef Strasser (Politiker, III), österreichischer Politiker (SPÖ), Oberösterreichischer Landtagsabgeordneter
- Josef Straßer (Kunsthistoriker) (* 1959), deutscher Kunsthistoriker
- Joseph Willibald Strasser (1769–1846), deutscher Geistlicher und Pädagoge

### K
- Karl (Carlo) Strasser (1903–1981), italienischer Entomologe
- Karl Strasser (1869–1945), deutscher Architekt und Baubeamter
- Karl Strasser (1864–1937), Architekt (Bahnhof Winterthur-Wülflingen)
- Karl-Theodor Strasser (1888–1936), deutscher Historiker und Lehrer
- Katharina Straßer (* 1984), österreichische Schauspielerin

### L
- Leo Strasser (1928–2013), österreichischer Sportjournalist
- Linus Straßer (* 1992), deutscher Skirennläufer
- Lionel Afan Strasser (* 2002), österreichischer Hochspringer
- Louis Strasser (1928–2016), eigentlich: Alois Naglstrasser, österreichischer Schauspieler und Hörspielsprecher
- Ludwig Strasser (1853–1917), deutscher Uhrmacher
- Luise Meyer-Strasser (1894–1974), Schweizer Kunsthandwerkerin und Künstlerin

### M
- Martha Strasser (1910–2002), deutsche Widerstandskämpferin
- Maximilian Straßer (1862–1929), deutsch-amerikanischer Bäcker und Mäzen
- Maximilian Franz Strasser (1819–1893), deutscher Architekt
- Michael Strasser (Fußballspieler) (* 1973), österreichischer Fußballspieler
- Michael Strasser (Geologe) (* 1977), Schweizer Geologe
- Michael Strasser (Künstler) (* 1977), österreichischer Fotograf und bildender Künstler
- Michael Strasser (Extremsportler) (* 1983), österreichischer Extremsportler
- Michaela Strasser (* 1950), österreichische Rechtsphilosophin

### N
- Nadja Strasser (1871–1955), deutsch-russische Feministin, Schriftstellerin und Übersetzerin

### O
- Ottmar Strasser (1905–2004), deutscher Schauspieler, Komiker und Regisseur
- Otto Strasser (1897–1974), deutscher Politiker (SPD, NSDAP)
- Otto Strasser (Musiker) (1901–1996), österreichischer Musiker, Mitglied der Wiener Philharmoniker
- Otto Erich Strasser (1888–1985), Schweizer protestantischer Theologe und Kirchenhistoriker

### P
- Patrick Strasser (* 1971), Schweizer Politiker (SP)
- Paul Strasser (1892–nach 1955), deutscher Komponist und Pianist
- Peter Strasser (Kapitän) (1876–1918), deutscher Fregattenkapitän
- Peter Strasser (Radsportler) (1886–?), deutscher Radrennfahrer
- Peter Strasser (Fußballfunktionär) (1906–1987), US-amerikanischer Juwelier und Fußballfunktionär deutscher Abstammung
- Peter Strasser (Politiker) (1917–1962), österreichischer Politiker (SPÖ)
- Peter Strasser (Dirigent) (* 1940), deutscher Dirigent, Chorleiter und Organist
- Peter Strasser (Philosoph) (* 1950), österreichischer Philosoph
- Peter Strasser (Musikwissenschaftler) (* 1954), österreichischer Musikwissenschaftler und Komponist
- Peter Strasser (Chemiker) (* 1969), deutscher Chemiker und Hochschullehrer
- Pirmin Strasser (* 1990), österreichischer Fußballspieler

### R
- Raphael Strasser (* 2001), österreichischer Fußballspieler
- Richard Strasser (1889–1982), oberösterreichischer Politiker (SPÖ)
- Rodney Strasser (* 1990), sierra-leonischer Fußballspieler
- Roland Strasser (1892–1974), österreichischer Maler und Grafiker
- Rudolf von Strasser (1919–2014), österreichischer Journalist und Kunstsammler
- Rudolf Strasser (1923–2010), österreichischer Jurist und Hochschullehrer
- Ruth Strasser (* 1952), deutsche Ärztin

### S
- Sebastian Strasser (* 1967), deutscher Regisseur
- Siegfried Strasser (1929–2017), österreichischer Künstler
- Stefan Straßer (* 1965), deutscher Improvisationsmusiker und Klangkünstler
- Stephan Strasser (1905–1991), österreichischer Philosoph und Phänomenologe
- Susanne Strasser-Vill (* 1947), deutsche Musik- und Theaterwissenschaftlerin, siehe Susanne Vill

### T
- Therese Strasser, deutsche Filmkomponistin
- Tilman Strasser (* 1984), deutscher Autor und Literaturvermittler
- Todd Strasser (* 1950), US-amerikanischer Schriftsteller

### U
- Ulyss Strasser (1923–2016), Schweizer Architekt

### V
- Valentine Strasser (* 1967), Politiker in Sierra Leone
- Vera Strasser-Eppelbaum (1884–1941), russisch-schweizerische Psychiaterin und Plastikerin

### W
- Walter Strasser (1928–2018), Schweizer Botaniker
- Wilhelm Strasser (1821–1890), deutscher Beamter
- Wolfgang Straßer (1941–2015), deutscher Informatiker
- Wolfgang Strasser (Musiker) (* 1968), österreichischer Posaunist und Hochschullehrer